# Odín Patiño
Víctor Odín Patiño Bermúdez (* 24. August 1983 in Mexiko-Stadt) ist ein mexikanischer Fußballspieler auf der Position des Torwarts.

## Laufbahn
Patiño begann seine Laufbahn bei seinem Heimatverein Club Universidad Nacional, bei dem er 2001 auch seinen ersten Profivertrag erhielt, aber bis Ende 2004 nur zu zwei Einsätzen (beide im November 2002) in der Primera División kam: gegen Necaxa (0:1) und Atlante (4:1). Insofern hatte er auch nur bedingten Anteil am Gewinn der beiden Meistertitel im Jahr 2004. Zumal seine Zugehörigkeit zum Kader der ersten Mannschaft in der Saison 2003/04 nicht nachgewiesen werden kann. Während Patiño auf dem Weg zum Meistertitel der Clausura 2009 immerhin dreimal zwischen den Pfosten stand, war seine Rolle beim Meistertitel der Clausura 2011 erneut rein passiver Natur. Sofern er während seiner Zugehörigkeit zu den Pumas überhaupt häufiger zum Einsatz kam, dann nur für deren in der zweiten Liga spielendes Farmteam Pumas Morelos.
Seit 2014 lebt Patiño in Mérida, der Hauptstadt des Bundesstaates Yucatán. Dort steht er seither beim Venados FC (bis 2015 Mérida FC), einem Verein der zweitklassigen Ascenso MX, unter Vertrag.
2015 eröffnete Patiño in Mérida das „Rumba Café“, eine Bar mit angeschlossener Tanzschule am Paseo Montejo, der bedeutendsten Straße der Stadt.

## Erfolge
- Mexikanischer Meister: Clausura 2004 (unsicher), Apertura 2004 (ohne Einsatz), Clausura 2009 (drei Einsätze), Clausura 2011 (ohne Einsatz)